# Кинтана Арьяс, Педро
Педро Кинтана Арьяс (исп. Pedro Quintana Arias; 22 января 1989, Леон) — испанский биатлонист. Участник чемпионатов мира по биатлону 2009, 2012 и 2013 годов.
Представлял Испанию на чемпионатах мира 2009 (спринт — 94 место, индивидуальная гонка — 108), 2012 (94-й в спринте и 91-й в индивидуальной гонке) и 2013 (95 место в спринте) годов.
Бронзовый призёр чемпионата Южной Америки по биатлону 2008 года в гонке преследования.